# 拉索沃塔德萨韦尔
拉索沃塔德萨韦尔（法語：La Sauvetat-de-Savères，法語發音：[la sovta də savɛʁ]）是法国洛特-加龙省的一个市镇，属于阿让区。

## 地理
拉索沃塔德萨韦尔（44°13'33"N, 0°47'53"E）面积6.86 平方千米，位于法国新阿基坦大区洛特-加龍省，该省份为法国西南部内陆省份，北起多爾多涅省，西接吉倫特省和朗德省，南至热尔省，东临塔恩-加龙省和洛特省。
与拉索沃塔德萨韦尔接壤的市镇（或旧市镇、城区）包括：科扎克、皮米罗勒、圣卡普赖德莱尔姆、圣马丹德博维尔、圣罗贝尔。

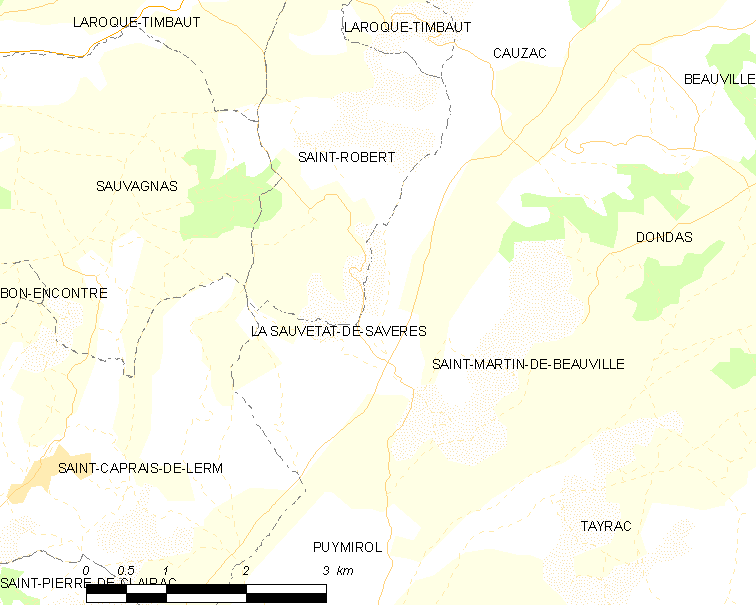
拉索沃塔德萨韦尔的OSM定位图

拉索沃塔德萨韦尔的时区为UTC+01:00、UTC+02:00（夏令时）。

## 行政
拉索沃塔德萨韦尔的邮政编码为47270，INSEE市镇编码为47289。

## 政治
拉索沃塔德萨韦尔所属的省级选区为塞尔地区县。

## 人口

1962-2008年间拉索沃塔德萨韦尔人口变化图示

拉索沃塔德萨韦尔于2022年1月1日时的人口数量为482人。